# Maria de Medeiros
Maria de Medeiros Esteves Vitorino de Almeida, född 19 augusti 1965 i Lissabon, Portugal, är en portugisisk skådespelare, regissör och sångerska. Hon är mest känd för att ha medverkat i de amerikanska filmerna Pulp Fiction och Henry & June. Inom teater är Maria de Medeiros verksam både i Portugal och i Frankrike. Maria är syster till skådespelerskan Inês de Medeiros.

## Filmografi som skådespelare (urval)
- 1990 - Henry & June, regi Philip Kaufman, USA
- 1994 - Pulp Fiction, regi Quentin Tarantino, USA
- 2003 - My Life Without Me, regi Isabel Coixet, Spanien/Canada
- 2004 - The Saddest Music in the World, regi Guy Maddin, Canada
- 2007 - Midsummer Madness , regi Alexander Hahn, UK/Ryssland/Österrike
- 2008 - Mes stars et moi, regi Laetitia Colombani, Frankrike
- 2011 - Viagem a Portugal, regi Sergio Trefaut, Portugal

## Filmografi som regissör (urval)
- 1991 - A Morte do Príncipe, kortfilm
- 2000 - Capitães de Abril, långfilm
- 2004 - Je t'aime moi non plus, dokumentär
- 2004 - Bem-Vindo a São Paulo, avsnitt